# Distrikt Heiligenstadt

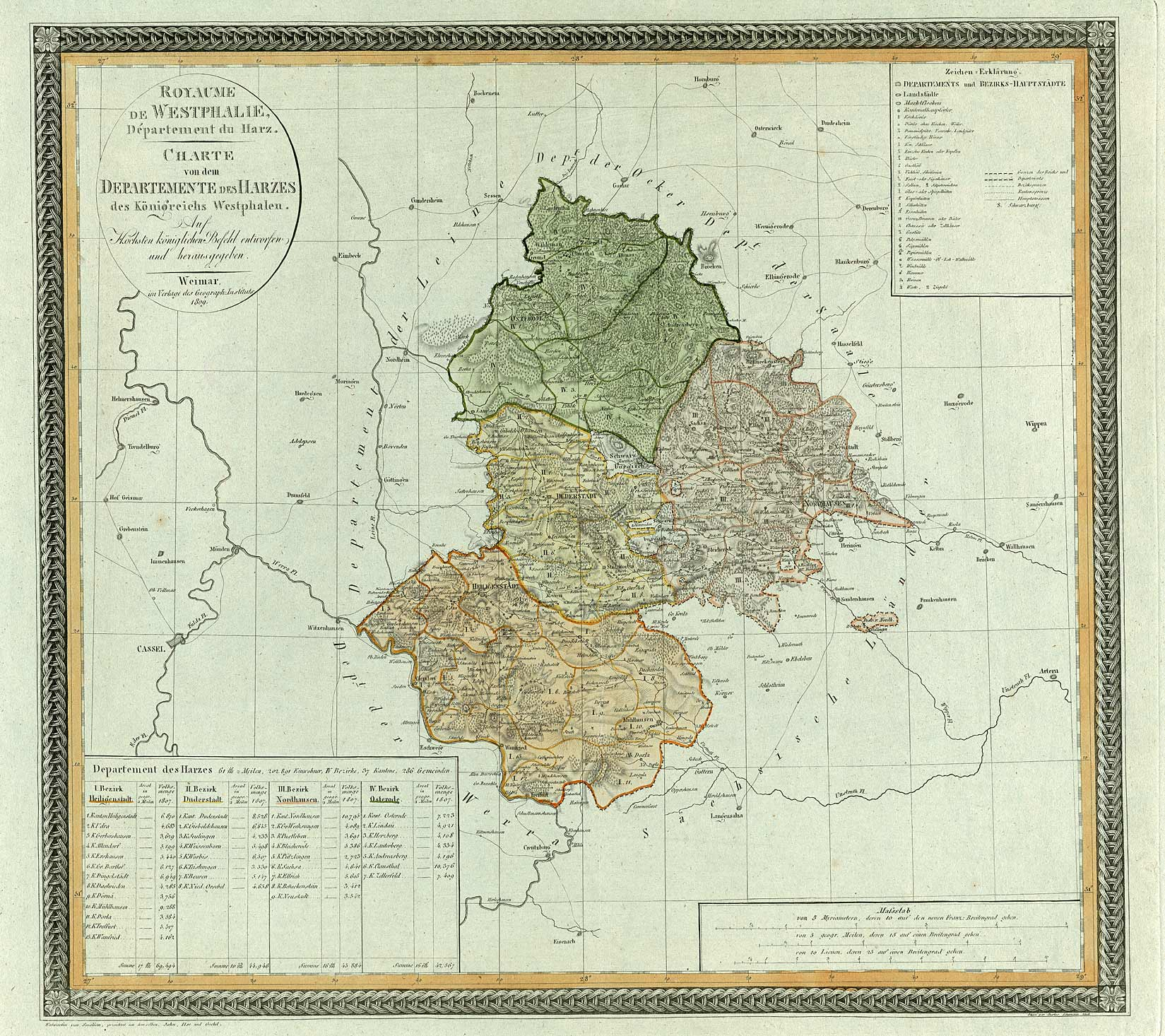
Der Distrikt Heiligenstadt im Harzdepartement (orange), 1809

Der Distrikt Heiligenstadt war eine Verwaltungseinheit des Harzdepartements im Königreich Westphalen, die zwischen 1807 und 1813/14 bestand.

## Territorium
Der Distrikt wurde gebildet aus dem ehemaligen preußischen Landkreis Obereichsfeld, den die Eichsfeld-Erfurtische Kriegs- und Domänenkammer 1803 im neu errichteten Fürstentum Eichsfeld eingerichtet hatte, und dem Gebiet der ehemals freien Reichsstadt Mühlhausen in Thüringen. Der Distrikt besaß 69.494 Einwohner und war bevölkerungsmäßig der größte im Departement. Die Distriktshauptstadt Heiligenstadt hatte mit ca. 40 km einen der kürzesten Wege zur Residenzstadt Kassel.

## Organisation
Dem Distrikt stand ein Unterpräfekt vor. Der Unterpräfekt des Distrikts Heiligenstadt war zugleich der Oberpräfekt des Departements.
Der Distriktsrat zur Kontrolle der Steuerlisten setzte sich zusammen aus dem Unternehmer Carl Fromm, dem ehemaligen Landrat Anton von Bodungen, den Maires Friedrich von Linsingen, Karl Friedrich von Steinmetz[en] zu Beuern und Philipp Strecker, einem Herrn Bötticher zu Oberdorla, Friedrich von Hanstein auf Rothenbach, dem ehemaligen Heiligenstädter Stadtrichter Karl Schuchhardt, den Bürgern Heinrich Montag und Johann Bernhard Koch sowie dem Mühlhäuser Sekretär Lauprecht.
Von der Generalverwaltung der Domänen war im Jahr 1811 im Distrikt Heiligenstadt der Domänen-Direktor Reiche eingesetzt.

## Kantonaleinteilung
| Kantone       | Kantonmaire                                                                                                 | Einwohnerzahlen (Stand 1807) | zugehörige Ortschaften |
| ------------- | --- | ---------------------------- | --- |
| Heiligenstadt | Aloys Monecke                                                                                               | 6870                         | Heiligenstadt, Siemerode und Bischhagen, Günterode und Glasehausen, Reinholterode, Westhausen, Geisleden, Heuthen |
| Allendorf     | Lorenz Heinrich Stephan                                                                                     | 5199                         | Allendorf, Hitzelrode und Motzenrode, Jestädt und Fürstenstein, Kleinvach, Asbach, mit Burg Altenstein und Sickenberg, Wahlhausen, Vatterode mit Dietzenrode, Wüstheuterode, mit Eichstruth, Mackenrode mit Weidenbach und Hennigerode                     |
| Dachrieden    | Carl Christian von Knorr                                                                                    | 4285                         | Dachrieden, Horsmar, Sollstedt, Eigenrode, Kaisershagen, Windeberg, Saalfeld, Reiser mit Schröterode (Gut), Ammern, Groß- und Klein-Grabe, Görmar, Bollstedt                                                                                               |
| Dingelstädt   | Philipp Strecker                                                                                            | 6949                         | Dingelstädt, Kreuzebra mit Scharfenstein und Steinhagen, Hüpstedt, Beberstedt, Zella und Breitenbich, Helmsdorf, Silberhausen, Kefferhausen |
| Dörna         | Christian Breitlauch                                                                                        | 3736                         | Dörna, Struth, Büttstedt, Bickenriede, Betzelrode, Anrode und Kloster Anrode, Lengefeld, Hollenbach, Eigenrieden |
| Dorla         | Christoph Gottfried Hoffmann                                                                                | 3384                         | Oberdorla, Niederdorla, Langula, Felchta und Weidensee (Gut), Höngeda |
| Ershausen     | Friedrich August Hartleben                                                                                  | 5440                         | Ershausen, Misserode und Lehna, Schwobfeld mit Dieterode, Rüstungen, Krombach, Bernterode mit Ascherode, Flinsberg, Martinfeld, Wilbich, Sickerode, Wiesenfeld, mit Hessel (Rittergut), Volkerode, Pfaffschwende, Kella und Burg Greifenstein              |
| Gerbershausen | Frhr. Carl Gottlob Christian Friedrich von Hanstein (bis 1812) Carl Friedrich Ernst von Linsingen (ab 1812) | 3629                         | Gerbershausen, Unterstein, Oberstein, Rothenbach und Rumerode, Bornhagen, Schanze und Rimbach, Werleshausen mit Neuseesen, Lindewerra, Hohengandern, Arenshausen, Kirchgandern und Besenhausen, Rustenfelde, Marth mit Hessenau und Rustenberg, Schönhagen |
| Großbartloff  | Anton Grundmann                                                                                             | 6127                         | Großbartloff, Wachstedt, mit Gleichenstein und Neuhaus, Küllstedt, Effelder, Kloster Zella, Lengenfeld unterm Stein und Bischofstein, Hildebrandshausen, Faulungen                                                                                         |
| Mühlhausen    | Christian Gottfried Stephan                                                                                 | 9288                         | Stadt Mühlhausen, mit dem Forsthaus Weißes Haus, mit Popperode (Wüstung), Sambach (Gut), Pfafferode (Gut) und Emilienhausen |
| Treffurt      | Johann Christian Medling (bis 1809)/Christoph Böning (ab 1809)                                              | 5517                         | Treffurt, mit Kleintöpfer, Heldra, Wendehausen mit Karnberg und Scharflohe, Diedorf, Heyerode, Falken, Schierschwende mit Gut Schönberg und Taubenthal |
| Udra          | Carl Friedrich Ernst von Linsingen                                                                          | 4683                         | Udra, Schönau, Rohrberg, Freienhagen und Gänseteich, Röhrig, Lenterode, Thalwenden, Rengelrode und Steinheuterode, Mengelrode und Streitholz, Burgwalde, Schachtebich, Lutter, Kalteneber, Birkenfelde                                                     |
| Wanfried      | Johann George Forcht                                                                                        | 4163                         | Wanfried, Neuerode, Grebendorf, Schwebda, Frieda, Großtöpfer, Döringsdorf, mit Bebendorf und Keudelstein, Katharinenberg, Altenburschla |

## Streit um den Departementshauptort
Die Städte Mühlhausen und Heiligenstadt stritten sich um das informelle wirtschaftliche Privileg der Departementshauptstadt. Der Absatzmarkt und der Wohnungsbedarf, den Regionalbeamte mit ihrer Ansiedlung in die Stadt brachten, förderte das lokale Gewerbe. Mühlhausen stellte bis 1810 fortwährend Anträge auf Umernennung an die Präfektur, und der Kantonmaire Stephan sah seine Stadt benachteiligt, die bevölkerungsmäßig und ökonomisch in keinem Verhältnis zum viel kleineren Heiligenstadt stand. Der Präfekt von Bülow lehnte schließlich einen Umzug ab, da die Kosten dafür anscheinend zu hoch waren. Stephans Bemühungen können im Kontext von Modernisierungsbestrebungen Mühlhausens gesehen werden. Unter dem drohenden wirtschaftlichen Ruin und der Steuerlast versuchte Mühlhausen durch möglichst sorgfältige Eingliederung in das Königreich so viel wie möglich zu profitieren.